# Mexikói labdarúgó-bajnokság (első osztály)
A mexikói labdarúgó-bajnokság első osztálya, spanyolul Primera División de México vagy Liga MX, 1943 óta működik, 2020 eleje óta 18 csapatos. Az IFFHS statisztikái szerint 2002-ben, 2006-ban, 2007-ben és 2008-ban is a világ 10 legerősebb bajnoksága közé tartozott. Nézőszámait tekintve a legnézettebb Európán kívüli bajnokság, 2015-ben a világon a negyedik legmagasabb átlagnézőszámmal rendelkezett.

## Csapatok
A 2023-as Apertura és a 2024-es Clausura csapatai:
| Csapat               | Város           | Állam            | Becenevek                                                                               |
| -------------------- | --------------- | ---------------- | --------------------------------------------------------------------------------------- |
| América              | Mexikóváros     | Distrito Federal | Águilas (Sasok)                                                                         |
| Atlas                | Guadalajara     | Jalisco          | Zorros (Rókák)                                                                          |
| Cruz Azul            | Mexikóváros     | Distrito Federal | Cementeros (Cementgyáriak), Liebres (Nyulak), La Máquina Celeste (Az Égszínkék Mozdony) |
| Guadalajara          | Guadalajara     | Jalisco          | Chivas (Kecskék)                                                                        |
| Juárez               | Ciudad Juárez   | Chihuahua        | Bravos                                                                                  |
| León                 | León            | Guanajuato       | León (Oroszlán), La Fiera (A Fenevad), Panzas Verdes (Zöldhasúak)                       |
| Mazatlán             | Mazatlán        | Sinaloa          |                                                                                         |
| Necaxa               | Aguascalientes  | Aguascalientes   | Rayos (Villámok), Hidrorayos (Vízi villámok), Electricistas (Villanyszerelők)           |
| Pachuca              | Pachuca de Soto | Hidalgo          | Tuzos (Ürgék/Hörcsögök/Pockok/Tasakospatkányok)                                         |
| Puebla               | Puebla          | Puebla           | La Franja (A (Díszítő) Csík)                                                            |
| Querétaro            | Querétaro       | Querétaro        | Gallos Blancos (Fehér Kakasok)                                                          |
| Monterrey            | Monterrey       | Új-León          | Rayados (Csíkosak), La Pandilla (A Banda)                                               |
| San Luis             | San Luis Potosí | San Luis Potosí  |                                                                                         |
| Santos Laguna        | Torreón         | Coahuila         | Guerreros (Harcosok)                                                                    |
| Tigres               | Monterrey       | Új-León          | Tigres (Tigrisek)                                                                       |
| Tijuana              | Tijuana         | Alsó-Kalifornia  | Xoloitzcuintles (Mexikói meztelen kutyák)                                               |
| Toluca               | Toluca de Lerdo | México           | Diablos Rojos (Vörös Ördögök)                                                           |
| Universidad Nacional | Mexikóváros     | Distrito Federal | Pumas (Pumák)                                                                           |

## Klasszikus rangadók
| Rangadó neve                         | Csapatok                       | Megjegyzés                                                                                |
| ------------------------------------ | ------------------------------ | ----------------------------------------------------------------------------------------- |
| Clásico Nacional                     | América – Guadalajara          | „Nemzeti rangadó” az ország két legnépszerűbb csapata között.                             |
| Clásico Tapatío                      | Guadalajara – Atlas            | A tapatío jelentése: guadalajarai – ez Guadalajara két nagy múltú csapatának összecsapása |
| Clásico Regiomontano (Clásico Regio) | CF Monterrey – Tigres          | A regiomontano jelentése: monterreyi – ez Monterrey két nagy csapatának összecsapása      |
| Clásico Capitalino                   | América – Universidad Nacional | „Fővárosi rangadó” Mexikóváros két fontos csapata között                                  |
| Clásico Joven                        | América – Cruz Azul            | „Fiatal rangadó” Mexikóváros két fontos csapata között                                    |

## Lebonyolítási rendszer
Jelenleg az alábbi rendszer érvényes:
Minden évben két tornát rendeznek: az év első felében a Clausura („zárás”) nevűt, az év második felében az Apertura („nyitány”) nevűt. A szokatlan sorrend oka, hogy itt is, mint számos más országban, az új szezon az év második felében kezdődik.
A 19 csapat 18 fordulót játszik egymással, majd az első 8 helyezett jut be a rájátszásba, az úgynevezett liguillába. Innentől kezdve negyeddöntők, elődöntők és a döntő következnek. A negyeddöntők párosítása úgy készül, hogy az 1. helyezett a 8-adikkal, a második a hetedikkel, a harmadik a hatodikkal és a negyedik az ötödikkel kerül össze. A helyezési sorrend megállapításánál a következő szempontok döntenek:
- A 18 forduló alatt elért pontszám
- Gólkülönbség
- Több rúgott gól
- Egymás elleni eredmény
- Idegenben lőtt több gól
- Jobb helyezés az együtthatós táblázaton (ami az elmúlt 6 bajnokság alapszakaszában elért meccsenkénti átlagpontszámot tartalmazza)[18]
- Fair Play tábla
- Sorsolás

A negyeddöntő, az elődöntők és a döntő is oda-visszavágós. Ha a két mérkőzés összesítve döntetlen, akkor a több idegenben lőtt gól dönt, ha az is egyenlő, akkor a negyeddöntőből és az elődöntőből az a csapat jut tovább, amelyik a 18 forduló utáni tabellán előrébb volt rangsorolva, a döntőben viszont hosszabbítás, szükség esetén büntetőpárbaj következik.

### Kiesés a másodosztályba
Az (egyetlen) másodosztályba kieső csapat nem feltétlenül a 18 forduló után készült táblázat utolsó helyezettje, hanem az aktuális és az azt megelőző 5 bajnokságban elért átlagpontszám alapján készült rangsor utolsó helyezettje. Ha több azonos átlagpontszámmal álló csapat is van, akkor az előzőekben leírt szempontok számítanak. Ha véletlenül a kieső csapat az adott bajnokságban az első 8-ba kerülne (vagyis a liguillába jutna), akkor is kiesik, és a liguillában az utána következő helyezett jut be.

### ARegla 22/11
Az úgynevezett 22/11-es szabályt (Regla 22/11) a 2011-es Apertura óta próbálták meg alkalmazni, jelenleg nincs érvényben. Eszerint a csapatoknak bizonyos számú játékpercben szerepeltetniük kellett olyan labdarúgókat, akiknek életkora 22 év 11 hónap alatt van. Be nem tartása esetén 3 pont levonással sújtották a csapatot, ez a levonás az együtthatós táblázatban is érvényes volt.

## Kijutás nemzetközi kupákra
Mind az Apertura, mind a Clausura bajnoka és második helyezettje kijut a CONCACAF-bajnokok ligája sorozatba.
2004-ben a Dél-amerikai Labdarúgó-szövetség 2 helyet biztosított mexikói csapatok számára a Libertadores Kupában, mely a következő évben 3-ra nőtt. Az egyik helyért az év két bajnoka játszott egymással, a másik két helyet az InterLiga nevű tornán lehetett megszerezni: ezt a tornát az USA-ban rendezték, és az év két bajnokságának összesített táblázatán az első 8 helyen álló csapat vehetett benne részt. A 2010-11-es szezontól viszont változtak a bejutás feltételei: az első helyet az Apertura bajnokságban élen álló csapat kapja, a másik kettőt a második és harmadik helyezett, kivéve azok a csapatok, melyek a CONCACAF-bajnokok ligájába jutottak
A Copa Sudamericana 2009 óta mexikói csapatok részvétele nélkül zajlik.

## Története

### Az amatőr bajnokság
Az amatőr bajnokság 1902-ben kezdődött, a ligát július 19-én alapították mindössze 5 csapattal, amelyek legtöbb játékosa brit származású, de Mexikóban élő sportoló volt. Az első mérkőzésre október 19-én került sor, a szezonban mindenki mindenkivel egyszer csapott össze, a bajnokságot az Orizaba nyerte. Az 1907–1908-as szezonban négyre csökkent a csapatok száma, egy évvel később pedig már csak hárman versenyeztek, de a későbbi években lassan növekedett a résztvevők száma. Az 1921–1922-es és az 1930–1931-es szezont nem tartották meg.

### A professzionális bajnokság
1943. október 17-én kezdődött el a profi szintű bajnokság története: ekkor 10 csapat (mindössze a fővárosból, valamint Jalisco és Veracruz államokból) lépett be a küzdelmekbe.
1950-51-ben alakult meg a másodosztály: az első kieső csapat a Club San Sebastián de León volt.
A rájátszásos rendszer az 1970-71-es szezontól kezdve jelent meg, igaz, ekkor még úgy működött, hogy két csoportra voltak osztva a csapatok, majd ezek győztesei döntőt játszottak. 1996-ban vezették be a féléves bajnokságokat, ekkor a két szezont téli és nyári szezonnak nevezték, az Apertura–Clausura elnevezés 2002-től használatos.
A bajnokságban szereplő csapatok száma 10 és 21 között változott, 2004 óta 18.
A videóbírót a 2018-as Apertura szezon 13. fordulójában vezették be, első használatára 2018. október 19-én került sor egy Atlas–Veracruz mérkőzésen.

## Bajnokcsapatok

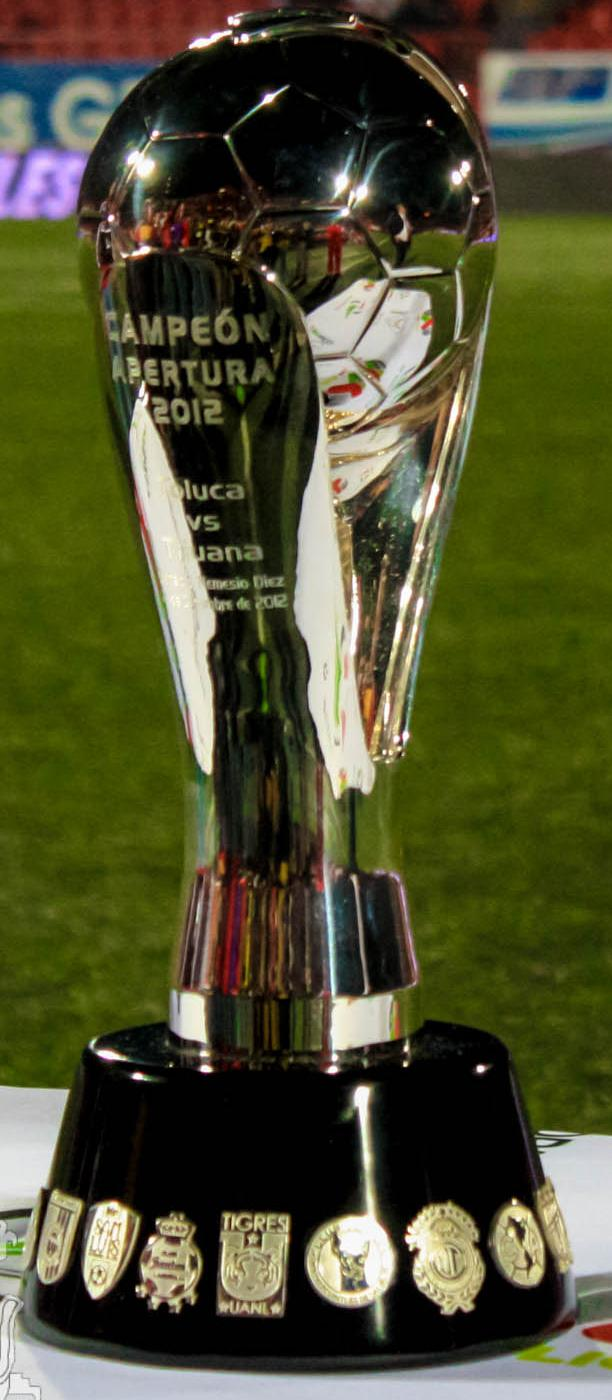
A bajnoknak járó kupa

### Bajnoki címek száma szerint
| Csapat               | Bajnoki címek |
| -------------------- | ------------- |
| América              | 15            |
| Guadalajara          | 12            |
| Toluca               | 10            |
| Cruz Azul            | 9             |
| León                 | 8             |
| Tigres               | 8             |
| Universidad Nacional | 7             |
| Pachuca              | 7             |
| Santos Laguna        | 6             |
| Rayados de Monterrey | 5             |
| Atlante              | 3             |
| Necaxa               | 3             |
| Atlas                | 3             |
| Puebla               | 2             |
| Zacatepec            | 2             |
| Veracruz             | 2             |
| Asturias             | 1             |
| UAG                  | 1             |
| Marte                | 1             |
| Oro                  | 1             |
| Tampico              | 1             |
| Tijuana              | 1             |
| Monarcas             | 1             |
| España               | 1             |

### Évek szerint
| Év            | Bajnokcsapat                                                                             | Második hely                                                                             | A bajnokcsapat edzője                                                                    |
| ------------- | ---------------------------------------------------------------------------------------- | ---------------------------------------------------------------------------------------- | ---------------------------------------------------------------------------------------- |
| 1943-44       | Asturias                                                                                 | España                                                                                   | Ernesto Pauler                                                                           |
| 1944-45       | España                                                                                   | Puebla                                                                                   | Rodolfo Muñoz                                                                            |
| 1945-46       | Veracruz                                                                                 | Atlante                                                                                  | Enrique Palomini                                                                         |
| 1946-47       | Atlante                                                                                  | León                                                                                     | Luis Grocz                                                                               |
| 1947-48       | León                                                                                     | Oro                                                                                      | José María Casullo                                                                       |
| 1948-49       | León                                                                                     | Atlas                                                                                    | José María Casullo                                                                       |
| 1949-50       | Veracruz                                                                                 | Atlante                                                                                  | Juan Luque de Serrallonga                                                                |
| 1950-51       | Atlas                                                                                    | Atlante                                                                                  | Eduardo Valdatti                                                                         |
| 1951-52       | León                                                                                     | Guadalajara                                                                              | Antonio López Herranz                                                                    |
| 1952-53       | Tampico                                                                                  | Zacatepec                                                                                | Joaquín Urquiaga                                                                         |
| 1953-54       | Marte                                                                                    | Oro                                                                                      | Ignacio Trelles                                                                          |
| 1954-55       | Zacatepec                                                                                | Guadalajara                                                                              | Ignacio Trelles                                                                          |
| 1955-56       | León                                                                                     | Oro                                                                                      | Antonio López Herranz                                                                    |
| 1956-57       | Guadalajara                                                                              | Toluca                                                                                   | Donald Ross                                                                              |
| 1957-58       | Zacatepec                                                                                | Toluca                                                                                   | Ignacio Trelles                                                                          |
| 1958-59       | Guadalajara                                                                              | León AC                                                                                  | Fekete Árpád                                                                             |
| 1959-60       | Guadalajara                                                                              | América                                                                                  | Fekete Árpád                                                                             |
| 1960-61       | Guadalajara                                                                              | Oro                                                                                      | Javier De la Torre                                                                       |
| 1961-62       | Guadalajara                                                                              | América                                                                                  | Javier De la Torre                                                                       |
| 1962-63       | Oro                                                                                      | Guadalajara                                                                              | Fekete Árpád                                                                             |
| 1963-64       | Guadalajara                                                                              | América                                                                                  | Javier De la Torre                                                                       |
| 1964-65       | Guadalajara                                                                              | Oro                                                                                      | Javier De la Torre                                                                       |
| 1965-66       | América                                                                                  | Atlas                                                                                    | Roberto Scarone                                                                          |
| 1966-67       | Toluca                                                                                   | América                                                                                  | Ignacio Trelles                                                                          |
| 1967-68       | Toluca                                                                                   | Universidad Nacional                                                                     | Ignacio Trelles                                                                          |
| 1968-69       | Cruz Azul                                                                                | Guadalajara                                                                              | Raúl Cárdenas                                                                            |
| 1969-70       | Guadalajara                                                                              | Cruz Azul                                                                                | Javier De la Torre                                                                       |
| México 70     | Cruz Azul                                                                                | Guadalajara                                                                              | Raúl Cárdenas                                                                            |
| 1970-71       | América                                                                                  | Toluca                                                                                   | José Antonio Roca                                                                        |
| 1971-72       | Cruz Azul                                                                                | América                                                                                  | Raúl Cárdenas                                                                            |
| 1972-73       | Cruz Azul                                                                                | León                                                                                     | Raúl Cárdenas                                                                            |
| 1973-74       | Cruz Azul                                                                                | Atlético Español                                                                         | Raúl Cárdenas                                                                            |
| 1974-75       | Toluca                                                                                   | León                                                                                     | León Aroztegui                                                                           |
| 1975-76       | América                                                                                  | Universidad Guadalajara                                                                  | Raúl Cárdenas                                                                            |
| 1976-77       | Universidad Nacional                                                                     | Universidad Guadalajara                                                                  | Marik György                                                                             |
| 1977-78       | Tigres                                                                                   | Universidad Nacional                                                                     | Carlos Miloc                                                                             |
| 1978-79       | Cruz Azul                                                                                | Universidad Nacional                                                                     | Ignacio Trelles                                                                          |
| 1979-80       | Cruz Azul                                                                                | Tigres                                                                                   | Ignacio Trelles                                                                          |
| 1980-81       | Universidad Nacional                                                                     | Cruz Azul                                                                                | Bora Milutinović                                                                         |
| 1981-82       | Tigres                                                                                   | Atlante                                                                                  | Carlos Miloc                                                                             |
| 1982-83       | Puebla                                                                                   | Guadalajara                                                                              | Manuel Lapuente                                                                          |
| 1983-84       | América                                                                                  | Guadalajara                                                                              | Carlos Reinoso                                                                           |
| 1984-85       | América                                                                                  | Universidad Nacional                                                                     | Miguel Ángel López                                                                       |
| Prode 85      | América                                                                                  | Tampico Madero                                                                           | Miguel Ángel López                                                                       |
| México 86     | Rayados de Monterrey                                                                     | Tampico Madero                                                                           | Francisco Avilán                                                                         |
| 1986-87       | Guadalajara                                                                              | Cruz Azul                                                                                | Alberto Guerra                                                                           |
| 1987-88       | América                                                                                  | Universidad Nacional                                                                     | Jorge Vieira                                                                             |
| 1988-89       | América                                                                                  | Cruz Azul                                                                                | Jorge Vieira                                                                             |
| 1989-90       | Puebla                                                                                   | Universidad Guadalajara                                                                  | Manuel Lapuente                                                                          |
| 1990-91       | Universidad Nacional                                                                     | América                                                                                  | Miguel Mejía Barón                                                                       |
| 1991-92       | León                                                                                     | Puebla                                                                                   | Víctor Manuel Vucetich                                                                   |
| 1992-93       | Atlante                                                                                  | Rayados de Monterrey                                                                     | Ricardo La Volpe                                                                         |
| 1993-94       | UAG                                                                                      | Santos Laguna                                                                            | Víctor Manuel Vucetich                                                                   |
| 1994-95       | Necaxa                                                                                   | Cruz Azul                                                                                | Manuel Lapuente                                                                          |
| 1995-96       | Necaxa                                                                                   | Atlético Celaya                                                                          | Manuel Lapuente                                                                          |
| 1996 tél      | Santos Laguna                                                                            | Necaxa                                                                                   | Alfredo Tena                                                                             |
| 1997 nyár     | Guadalajara                                                                              | Toros Neza                                                                               | Ricardo Ferretti                                                                         |
| 1997 tél      | Cruz Azul                                                                                | León                                                                                     | Luis Fernando Tena                                                                       |
| 1998 nyár     | Toluca                                                                                   | Necaxa                                                                                   | Enrique Meza                                                                             |
| 1998 tél      | Necaxa                                                                                   | Guadalajara                                                                              | Raúl Arias                                                                               |
| 1999 nyár     | Toluca                                                                                   | Atlas                                                                                    | Enrique Meza                                                                             |
| 1999 tél      | Pachuca                                                                                  | Cruz Azul                                                                                | Javier Aguirre                                                                           |
| 2000 nyár     | Toluca                                                                                   | Santos Laguna                                                                            | Enrique Meza                                                                             |
| 2000 tél      | Monarcas                                                                                 | Toluca                                                                                   | Luis Fernando Tena                                                                       |
| 2001 nyár     | Santos Laguna                                                                            | Pachuca                                                                                  | Fernando Quirarte                                                                        |
| 2001 tél      | Pachuca                                                                                  | Tigres                                                                                   | Alfredo Tena                                                                             |
| 2002 nyár     | América                                                                                  | Necaxa                                                                                   | Manuel Lapuente                                                                          |
| 2002 Apertura | Toluca                                                                                   | Monarcas                                                                                 | Alberto Jorge                                                                            |
| 2003 Clausura | Rayados de Monterrey                                                                     | Monarcas                                                                                 | Daniel Passarella                                                                        |
| 2003 Apertura | Pachuca                                                                                  | Tigres                                                                                   | Víctor Manuel Vucetich                                                                   |
| 2004 Clausura | Universidad Nacional                                                                     | Guadalajara                                                                              | Hugo Sánchez                                                                             |
| 2004 Apertura | Universidad Nacional                                                                     | Rayados de Monterrey                                                                     | Hugo Sánchez                                                                             |
| 2005 Clausura | América                                                                                  | UAG                                                                                      | Mario Carrillo                                                                           |
| 2005 Apertura | Toluca                                                                                   | Rayados de Monterrey                                                                     | Américo Gallego                                                                          |
| 2006 Clausura | Pachuca                                                                                  | San Luis                                                                                 | José Luis Trejo                                                                          |
| 2006 Apertura | Guadalajara                                                                              | Toluca                                                                                   | José Manuel de la Torre                                                                  |
| 2007 Clausura | Pachuca                                                                                  | América                                                                                  | Enrique Meza                                                                             |
| 2007 Apertura | Atlante                                                                                  | Universidad Nacional                                                                     | José Guadalupe Cruz                                                                      |
| 2008 Clausura | Santos Laguna                                                                            | Cruz Azul                                                                                | Daniel Guzmán Castañeda                                                                  |
| 2008 Apertura | Toluca                                                                                   | Cruz Azul                                                                                | José Manuel de la Torre                                                                  |
| 2009 Clausura | Universidad Nacional                                                                     | Pachuca                                                                                  | Ricardo Ferretti                                                                         |
| 2009 Apertura | Rayados de Monterrey                                                                     | Cruz Azul                                                                                | Víctor Manuel Vucetich                                                                   |
| 2010 Clausura | Toluca                                                                                   | Santos Laguna                                                                            | José Manuel de la Torre                                                                  |
| 2010 Apertura | Rayados de Monterrey                                                                     | Santos Laguna                                                                            | Víctor Manuel Vucetich                                                                   |
| 2011 Clausura | Universidad Nacional                                                                     | Morelia                                                                                  | Guillermo Vázquez                                                                        |
| 2011 Apertura | Tigres                                                                                   | Santos Laguna                                                                            | Ricardo Ferretti                                                                         |
| 2012 Clausura | Santos Laguna                                                                            | Rayados de Monterrey                                                                     | Benjamin Galindo                                                                         |
| 2012 Apertura | Tijuana                                                                                  | Toluca                                                                                   | Antonio Mohamed                                                                          |
| 2013 Clausura | América                                                                                  | Cruz Azul                                                                                | Miguel Herrera                                                                           |
| 2013 Apertura | León                                                                                     | América                                                                                  | Gustavo Matosas                                                                          |
| 2014 Clausura | León                                                                                     | Pachuca                                                                                  | Gustavo Matosas                                                                          |
| 2014 Apertura | América                                                                                  | Tigres                                                                                   | Antonio Mohamed                                                                          |
| 2015 Clausura | Santos Laguna                                                                            | Querétaro                                                                                | Pedro Caixinha                                                                           |
| 2015 Apertura | Tigres                                                                                   | Universidad Nacional                                                                     | Ricardo Ferretti                                                                         |
| 2016 Clausura | Pachuca                                                                                  | Rayados de Monterrey                                                                     | Diego Alonso                                                                             |
| 2016 Apertura | Tigres                                                                                   | América                                                                                  | Ricardo Ferretti                                                                         |
| 2017 Clausura | Guadalajara                                                                              | Tigres                                                                                   | Matías Almeyda                                                                           |
| 2017 Apertura | Tigres                                                                                   | Rayados de Monterrey                                                                     | Ricardo Ferretti                                                                         |
| 2018 Clausura | Santos Laguna                                                                            | Toluca                                                                                   | Robert Dante Siboldi                                                                     |
| 2018 Apertura | América                                                                                  | Cruz Azul                                                                                | Miguel Herrera                                                                           |
| 2019 Clausura | Tigres                                                                                   | León                                                                                     | Ricardo Ferretti                                                                         |
| 2019 Apertura | Rayados de Monterrey                                                                     | América                                                                                  | Antonio Mohamed                                                                          |
| 2020 Clausura | A koronavírus-világjárvány miatt nem játszották végig a szezont, nem hirdettek bajnokot. | A koronavírus-világjárvány miatt nem játszották végig a szezont, nem hirdettek bajnokot. | A koronavírus-világjárvány miatt nem játszották végig a szezont, nem hirdettek bajnokot. |
| 2020 Apertura | León                                                                                     | Universidad Nacional                                                                     | Ignacio Ambriz                                                                           |
| 2021 Clausura | Cruz Azul                                                                                | Santos Laguna                                                                            | Juan Reynoso Guzmán                                                                      |
| 2021 Apertura | Atlas                                                                                    | León                                                                                     | Diego Cocca                                                                              |
| 2022 Clausura | Atlas                                                                                    | Pachuca                                                                                  | Diego Cocca                                                                              |
| 2022 Apertura | Pachuca                                                                                  | Toluca                                                                                   | Guillermo Almada                                                                         |
| 2023 Clausura | Tigres                                                                                   | Guadalajara                                                                              | Robert Dante Siboldi                                                                     |
| 2023 Apertura | América                                                                                  | Tigres                                                                                   | André Jardine                                                                            |
| 2024 Clausura | América                                                                                  | Cruz Azul                                                                                | André Jardine                                                                            |

## Rekordok

### Csapat
| Rekord neve                 | Értéke | Teljesítő            | Utolsó elszámolt szezon |
| --------------------------- | ------ | -------------------- | ----------------------- |
| Legtöbb lejátszott szezon   | 104    | América, Guadalajara | 2020 AP                 |
| Legtöbb lejátszott mérkőzés | 2696   | América              | 2018 AP                 |

### Egyéni
| Rekord neve | Értéke | Teljesítő | Utolsó elszámolt szezon |
| ----------- | ------ | --------- | ----------------------- |
| Legtöbb gól | 312    | Cabinho   | 2018 CL                 |